# Bajan-Ölgij
Bajan-Ölgij (mongolsk: Баян-Өлгий, tr. Bajan-Ölgij) er en af Mongoliets 21 provinser. Arkhangai dækker 55,313.82 km², og har 89.282 indbyggere pr. 31. december 2008. Provinsens hovedstad hedder Ölgij.